# Афганит (активная защита)

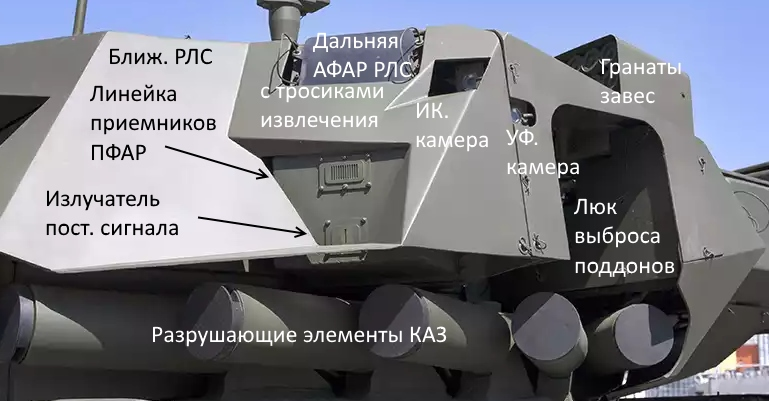
Предположительное расположение приборов Афганита по одной из версий. Эксперты по разному трактуют точное положение заявленных приборов КАЗ, точное назначение приборов неизвестно

«Афганит» — российский комплекс активной защиты (КАЗ), обладающий дальними радарами и оптическими пеленгаторами предупреждения об угрозах, используется также для разведки наземных и воздушных целей, в защите бронетехники и в атакующих действиях. Устанавливается в полном варианте на машинах семейства Армата (танк Т-14, БМП Т-15 и другие). Отдельные компоненты «Афганит», такие как система уничтожения снарядов, применяются и на других ББМ, например, «Курганец-25».
«Афганит» включают в себя интеграцию системы управления огнём для огневого ответа в случае нападения на защищаемую бронетехнику. В том числе активная система защиты управляет автоматическим поворотом башни в сторону подлетающего боеприпаса для разворачивания в его сторону более мощной брони и средств защиты, а также для нанесения удара по расчёту атакующего ПТРК.
Обзорный радиооптический радар комплекса «Афганит» состоит из четырёх АФАР-панелей импульсно-доплеровского радара и интегрированных с ним ультрафиолетовых пеленгаторов. За счёт интеграции со средствами инфракрасного и ультрафиолетового наблюдения «Афганит» имеет повышенную устойчивость к РЭБ и также может находиться только в пассивном режиме с включёнными камерами, но с выключенным радаром для маскировки.
«Афганит» может обнаруживать снаряды, атакующие бронетехнику, за счёт дополнительных двух высокоскоростных доплеровских радаров ближнего действия.

## Оптические приборы наблюдения

### Ультрафиолетовые пеленгаторы
Разработчики добавили  к инфракрасным камерам ультрафиолетовые пеленгаторы, которые, как заявляют разработчики, более надежны для определения пусков ракет по Т-14/Т-15 (недоступная ссылка). Ультрафиолетовый пеленгатор намного надежнее определяет полёт ракет или авиации по выхлопу двигателей, так как реагирует не на само тепловое излучение и поэтому игнорирует и тепловые ловушки. Ультрафиолетовая камера использует эффект образования небольшого количества плазмы, то есть ионизированного газа, от работы ракетных и авиационных двигателей. Плазма легко наблюдаема в ультрафиолетовом спектре за счет фотонов с длиной волны в интервале 250—290 нм (недоступная ссылка).
По заявлению разработчиков ультрафиолетовый пеленгатор является не УФ-камерой с матрицей, а фотокатодом (недоступная ссылка). Ультрафиолетовый пеленгатор Афганита является развитым прибором для своего класса и может вычислять траекторию движения ракет.
Ультрафиолетовые пеленгаторы не являются самодостаточным детектором ПТУР и заменой радаров. Сами конструкторы ОАО «Катод» подтверждают наличие «небольших радаров» в «четырёх местах». Оптические пеленгаторы в нормальном режиме помогают радарам отсеять различные помехи как пролетающие мимо осколки и уменьшить вероятность ошибочного срабатывания КАЗ, самостоятельная работа пеленгаторов возможна только в сценарии сильного РЭБ подавляющего радары КАЗ или при маскировке.
Хотя текущие источники указывают на наличие ультрафиолетовых пеленгаторов Афганита, но не указывают на их точное расположение. Однако УВЗ на техническом форуме «Армия-2015» показало модель Т-14 со снятыми крышками на радарах. Некоторые обозреватели на основании данной модели построили свою реконструкцию приборов танка под крышкой радара и утверждают, что УФ-пеленгатор и другие оптические датчики как приемник лазерного излучения находится там же.

### Инфракрасные HD-камеры обзора на 360°
Ультрафиолетовым фотокатодам для определения факта полёта ПТУР не требуется его изображения, так как в естественной природе не существует источников излучения в длинах волн 250—290 нм, кроме как ионизированной плазмы из двигателей. Поэтому даже единственный фотон в данной длине волны будет идентифицировать угрозу.
Для наблюдения угроз в инфракрасном диапазоне требуются матрицы высокого разрешения. По мнению западных экспертов, Афганиту доступно шесть инфракрасных камер кругового обзора, построенных на микроболометрах. Западные эксперты считают, что МО РФ через подставные фирмы закупило минимум 500 самых совершенных микроболометрических ИК-матриц Thales для установки их на первую партию Арматы Т-14. Между тем, самые обычные ПЗС-матрицы имеют чувствительность в ближнем ИК-диапазоне до 1000 нм, в бытовых камерах ИК излучение даже принудительно отсекается специальным ИК-фильтром. Поэтому в любом случае обзорные камеры Арматы имеют функцию инфракрасного зрения независимо от используемого типа матриц.
Эксперты ОАО «Катод» сообщили, что пытались использовать инфракрасный канал для обнаружения ПТУР. Определение факта полёта ПТУР без помех в условиях без боя и пуска ракеты из засады происходило стабильно. Однако, конструкторы столкнулись с недостатками инфракрасных камер и необходимостью их дополнения ультрафиолетовым фотокатодом для сценария пуска ПТУР во время боя, так как в условиях взрывов и пожаров инфракрасные камеры получают множество помех, в то время как в ультрафиолетовом диапазоне даже после взрыва образование плазмы очень кратковременно и даже такие помехи несущественны.

### Чувствительность оптических приборов Афганита к лазерному облучению
Источники подтверждают способность Афганита реагировать на лазерное облучение.

### Комбинированный электронно-оптический радар устойчивый к РЭБ и помехам
Хотя импульсно-доплеровские радары лучше защищены от подавления, наличие по-разному сконструированных радаров softkill и hardkill, работающих в разных диапазонах волн и имеющих кардинально разные диаграммы направленности, ещё больше усложняет подавление Афганита с помощью средств РЭБ. Тем не менее, новейшие средства РЭБ могут усложнять работу радаров. Наличие дополнительного ультрафиолетового канала информации позволяет Афганиту работать даже в условиях сильного радиопротиводействия. Ультрафиолетовые пеленгаторы позволяют игнорировать помехи от пожаров и тепловых ловушек, а также легко отличать пролетающие осколки от реальных РПГ и ПТУР. Наличие развитых оптических средств обнаружения угроз позволяет в целях маскировки отключать и основной АФАР радар до начала боя.
Таким образом, компьютер Т-14 получает данные скорее от комбинированного электронно-оптического радара, наблюдая объекты сразу в видимом, двух инфракрасных, ультрафиолетовом и радиодиапазонах.

## Уточнение координат атакующих объектов

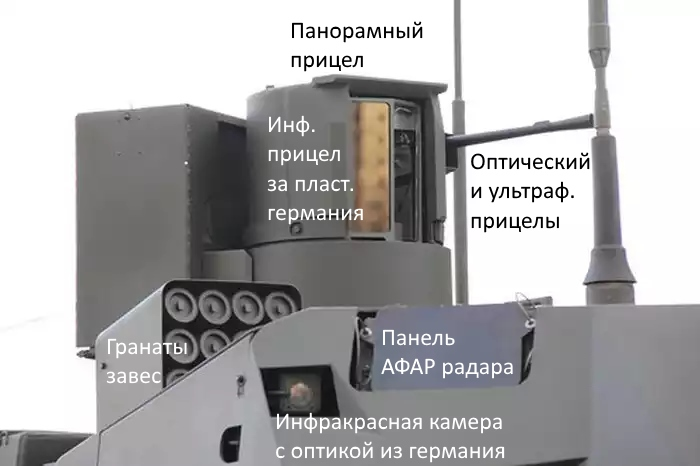
Версия расположения приборов Афганита на башне Т-14

Компактные обзорные камеры и радары на Армате имеют ограниченную точность около 0,08°, которой достаточна, если только нет активных радио- и оптических помех. Для уточнения координат и более точной идентификации обнаруженного подозрительного объекта на башне с пулеметной установкой имеется панорамный прицел с независимым от оси пулемета вращением на 180° с высокочувствительной и высокоточной инфракрасной системой с криогенным охлаждением производства Казанского оптико-механическом завода. С инфракрасной камерой спарена камера в видимом спектре света, дальний ультрафиолетовый пеленгатор и лазерный дальномер. Вместе с пулеметной установкой панорамный прицел способен вращаться на 360°. Некоторое представление о совместном движении механики можно получить на примере демонстрации аналогичного устройства из спаренного пулемета с панорамным прицелом компании Raytheon. Современные ПТУР имеют скорости около 200 м/с и достигают танка за 5—15 секунд, и поэтому панорамные прицелы с пулеметом успевают развернуться и обследовать подлетающий объект.
Конструкторы заявляют, что роботизированная пулеметная установка Т-14, работающая по АФАР-радару и ИК/ультрафиолетовому/оптическому прицелу, способна эффективно обстреливать подлетающие боеприпасы на высоких скоростях, включая снаряды, однако в этом сомневаются эксперты

## Активная защита от снарядов и специализация радаров Афганита по задачам
На Т-14 установлена активная защита «Афганит», которая не только обеспечивает перехват кумулятивных гранат и ПТУР, как и другие активные защиты, но и обладает достаточным быстродействием и точностью для перехвата подкалиберных бронебойных снарядов (БПС). Эксперты журнала Defense Update при анализе системы на Т-14 указывают на то, что она состоит из поражающих и маскирующих элементов. Поражающие элементы расположены в мортирах под башней, которые многие эксперты считают аналогичными 107-мм мортирам КАЗ «Дрозд-2».
В целом, расположение четырёх панелей АФАР радара активной защиты «Афганит» напоминает расположение четырёх панелей радара «Elta EL/M-2133» из активной защиты «Трофи». Однако известно, что «Трофи», а также её аналоги, такие, как Quick Kill и Iron Fist, хотя и способны определить пуск снаряда по танку, но не способны перехватывать снаряды из-за того, что радар, адаптированный за слежением за ракетами, летящими со скоростями порядка 250 м/с, не обладает достаточным быстродействием против подкалиберных снарядов, летящих со скоростями 1800 м/с для своевременной отдачи команды на пуск разрушающих элементов, так как для этого требуется время реакции менее 0,0005 сек. По мнению «Defense Update», выстрелом из мортир в передней полусфере управляют два дополнительных ассистирующих сверхбыстродействующих радара на башне танка для короткой дистанции, которые определяют, что снаряд вошёл в зону поражения КАЗ, что и позволяет отражать даже БОПС.
Основная причина разнесения радаров по ролям для завес (soft kill) и для разрушающих элементов (hard kill) — это не только скорость реакции радаров, но и разная оптимальная диаграмма направленности радаров, а также точность измерения расстояния до угрозы. Для радаров, оптимизированных для постановки завес, не требуется точно определять угловое положение угрозы, а только её наличие в своем секторе, поэтому диаграмма направленности может достигать 90°, также не требуется точно измерять расстояние до угрозы и её скорость, поэтому используются длинноволновые радары S- или L-диапазона с небольшим числом ячеек около 8-12 штук. Большая длина волны также делает радар Softkill более устойчивым к случайным срабатыванием, так как он не видит предметы меньше 1/4 длины своей волны, поэтому радар S- или L-диапазона не реагирует на пули и осколки размером до 5 см. Фильтрация помех является одной из самых серьёзных технических задач для КАЗ. Длинноволновые радары почти всегда используются под защитным покрытием в 1,5-3 см, поэтому их устройство под ним визуально определить сложно. В открытых источниках есть фотографии радара S-диапазона для КАЗ Iron Fist RPS-10. По внешнему виду данного радара можно судить о том, как примерно выглядит радар для постановки завес Афганита.
В то время как для радаров, разработанных для поражения угрозы встречным боеприпасом, требуется точное определение углового положения БОПС или ПТУР и поэтому диаграмма направленности такого радара может быть до 0,1° с использованием до 128 ячеек, и такие радары — коротковолновые в Ка-диапазоне для точного измерения расстояния и скорости угрозы. Отметим, что несмотря на меньшее на порядок число ячеек АФАР, радары Soft kill могут иметь более крупные излучатели, чем у радаров Hard kill, так как размеры антенн прямо связаны с длиной волны.
В целом похожее на Афганит техническое решение класса hard kill было предложено в разработке TRW (подразделение Northrop Grumman Corporation), но не доведено до серийной системы:
1. Сканирование положения в пространстве угроз выполнялось как и на Афганите высокоточным радаром Ка-диапазона[15] (для точного наведения TRW использовало даже дополнительный радар W-диапазоне (94 ГГц))[27];
2. Затем навстречу угрозе выпускалась ракета, которая для стабилизации полёта сильно раскручивалась за счёт скошенных сопел, и на ней при пуске выставлялся таймер упреждающего подрыва[27];
3. Пусковая установка, как и в Афганите, в TRW имела передатчик команд на поражающий элемент[15][27]. Передатчик команд виден на версии Афганита для «Курганец-25» под основным радаром, где радары не закрыты защитным кожухом, как на Т-14;
4. В головной части поражающего элемента TRW имелся 9-канальный приемник команд[27]. Для Афганита головные датчики поражающих элементов были публично показаны в январе 2017 года[28];
5. Наблюдая угрозу и противоракету по основному радару, TRW, как и Афганит, посылала по радио обновления времени для таймера упреждающего подрыва[27]. Несмотря на то, что поражающий элемент — не управляемый по траектории, математически делался точный расчёт времени полёта осколков от точки подрыва, чтобы они пересеклись с угрозой.

Различие TRW и Афганита в том, что в TRW такой высокоточный сценарий управлениям временем подрыва использовался для поражения ПТУР даже в «сотнях метров» от танка, а в Афганите используется для высокоточного выбора времени подрыва в первую 1/4 БОПС в нескольких метрах. Также конструктивное различие TRW и Афганита может быть в том, что в Афганите разрешена основная проблема TRW, Арены и других КАЗ класса Hardkill — слишком высокая стоимость радара с большим числом ячеек, что делало экономически сомнительным приобретение такого комплекса военными. Вместо этого радар может быть упрощённой конструкции из небольшого числа ячеек, а в поражающем элементе может быть применён простейший аналоговый радиодальномер, напоминающий аналогичный элемент в КАЗ «Заслон». В пользу этой версии говорит сравнительно небольшое количество из 12 щелей в защитном кожухе радара, который, дублируя щелевые антенны ячеек АФАР, позволяет сосчитать число ячеек.
Эксперты НИИ Стали опубликовали обзорный материал по своим исследованиям КАЗ для поражения снарядов, в котором указали ряд дополнительных деталей и результаты как удачных, так и неудачных испытаний комплексов КАЗ, рассчитанных на уничтожения снарядов. Часть обозревателей указывает на прямую связь результатов данных экспериментов с работой Афганита. В данном материале эксперты указывают, что натурными испытаниями доказано, что для эффективного воздействия на монолитные БОПС требуется:
1. иметь на поражающем элементе средства для высокоточного по времени упреждающего подрыва;
2. Подрыв БОПС не должен осуществляться, как в КАЗ «Заслон», прямо у брони, так как БОПС после поражения осколками начинает вращаться и разворот от брони под углом занимает время, поэтому поражающий элемент должен срабатывать не у брони, а в нескольких метрах от танка;
3. одного высокоскоростного датчика упреждающего подрыва для эффективности КАЗ работы недостаточно, так как времена упреждения подрыва для ПТУР и БОПС различаются и требуется дополнительная специализированная доплеровская РЛС, выставляющая время упреждения подрыва с учётом вычисленной скорости подлетающего боеприпаса. В противном случае возможен промах осколками поражающего элемента по ПТУР или БОПС из-за неверного расчёта упреждения подрыва в зависимости от их скорости. Такой конструктив с тщательным расчётом упреждения подрыва поражающего БОПС элемента необходим потому, что существенное снижение бронепробиваемости на 80 % достигается только при попадании в первую 1/4 стержня БОПС с приданием ему вращательного импульса, что вызывает удар об броню «плашмя». Снижение бронепробиваемости при попадании осколков в среднюю часть БОПС не превышает 20 %. Поэтому наличие дополнительного датчика упреждающего подрыва является обязательным. В то же время для таких «сегментированных» БОПС, как DM63, это не является обязательным, так как они состоят из отдельных сегментов, вставленных в друг друга, что улучшает их борьбу со встроенным динамическим бронированием, таким, как «Реликт», но ухудшает устойчивость к противоснарядным КАЗ, так как такие БОПС разрушаются на сегменты при попадании осколков КАЗ в любую точку[31][32].

Сочетание двух разных радарных систем Афганита может показаться избыточным и слишком дорогим, если не учитывать следующие факторы:
1. для поражения ПТУР вблизи от танка конструкция с управляемыми поражающими элементами не является избыточной, так как даже единственная серийная западная КАЗ «Трофи» отражает сравнительно медленно летящие РПГ по простой баллистической траектории без маневрирования только с 90%-й вероятностью, несмотря на то, что навстречу угрозе выстреливается целое поле миниатюрных ударных ядер (Multiple Formed Penetrator)[15][33];
2. по мнению «National Interest» и «Military Balance», эффективность средств «Афганита», ослепляющих ПТУР, так велика, что возвращается актуальность артиллерийских дуэлей, так как снаряд невозможно ослепить в полёте[34]. В этом плане «Арматы» разработаны с учётом подавляющего превосходства в артиллерийских дуэлях, так как активная противоснарядная защита позволяет эффективно защищать в первую очередь борта бронемашин с более тонкой бронёй.

## Ослепление дымометаллическими завесами

### История создания «ослепляющих» комплексов активной защиты
Акцент в систему защиты от ПТУР через систему постановки завес (СПЗ) связан с проблемой безопасности оборудования танка и окружающей пехоты рядом, а также более высоким процентом эффективности отражения ПТУР.
До Афганита в мире создано более 50 комплексов КАЗ, но из серийных КАЗ существуют только Дрозд и Трофи. Отказ военных от принятия на вооружение старых КАЗ был связан с массой причин и концепция Афганита является ответом на них:
1. разрушающие КАЗ (Hard kill), срабатывая, очень часто наносили ранения своей пехоте, при этом пехота тактически намного эффективней защищает от гранатомётчиков с РПГ, не давая им приблизиться к танку огнём из своего стрелкового оружия;
2. разрушающие КАЗ, срабатывая, очень часто повреждали приборы танка, его орудие. Высокая энергия осколков разрушающих КАЗ часто была достаточна для пробивания тонкой бортовой брони собственной техники;
3. системы КАЗ очень часто давали ложные срабатывания, реагируя на пролетающие осколки, особенно в очень важном сценарии боя, когда артиллерия ведёт огонь чуть впереди собственной бронетехники, не давая вражеской пехоте с РПГ приблизиться к ней, но в этом случае осколки собственных снарядов часто пролетают у собственных бронемашин и на них реагируют радары КАЗ;
4. вероятность отражения даже РПГ у современных КАЗ не выше 90 %, а для постоянно маневрирующих ПТУР — существенно ниже[33][35];
5. лучшие ПТРК, такие, как «Корнет», применяют технику «дуплетного выстрела» сразу двух ПТУР с интервалом меньше минимального времени переключения КАЗ на новую угрозу, что в целом нивелирует защитные свойства КАЗ, построенных только на Hard kill[36].

Решение указанных проблем доступно для систем ослепления ПТУР (Soft kill), к которым относится система постановки завес Афганита, которые безопасны для своей пехоты и техники, имеют выше вероятность отражения атаки ПТУР, а также позволяют укрыть танк от одновременной атаки сразу несколькими противотанковыми средствами.

Концепция Афганита
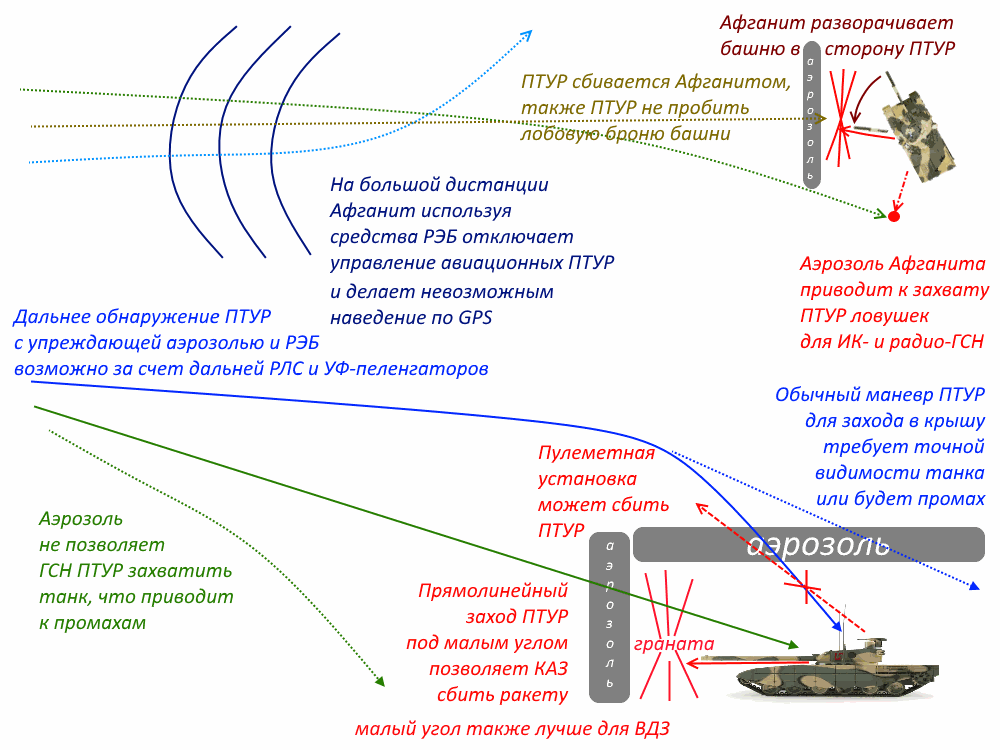
Концепция «Афганита» по защите от ПТУР
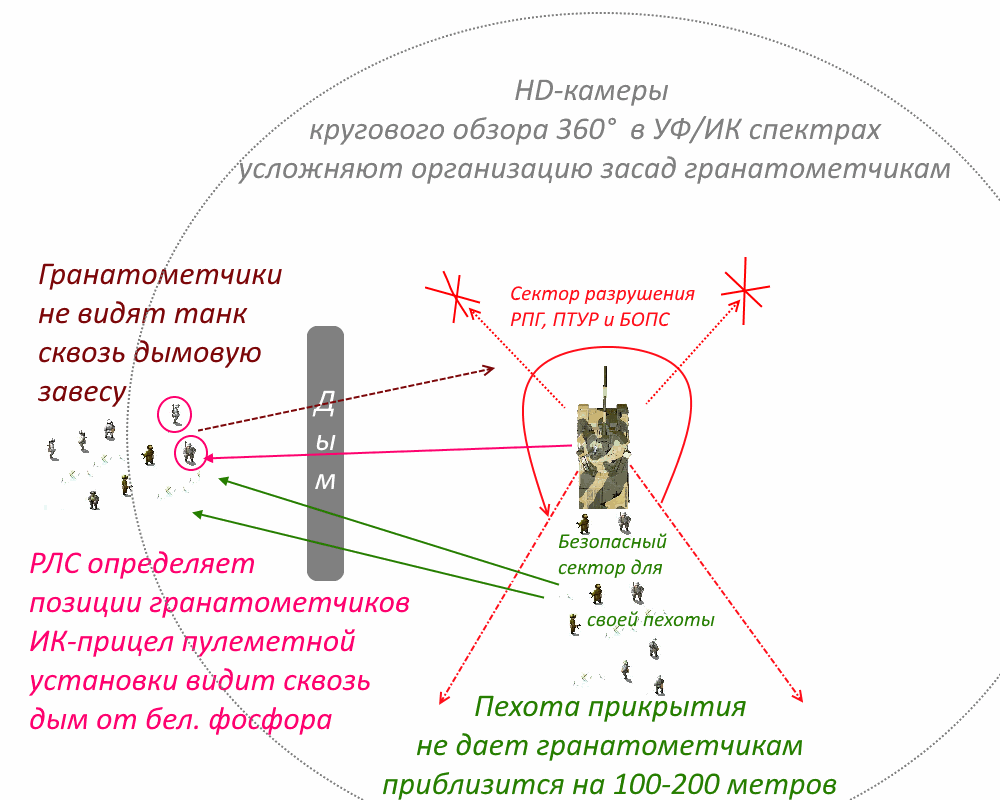
Концепция «Афганита» по противодействию гранатомётчикам
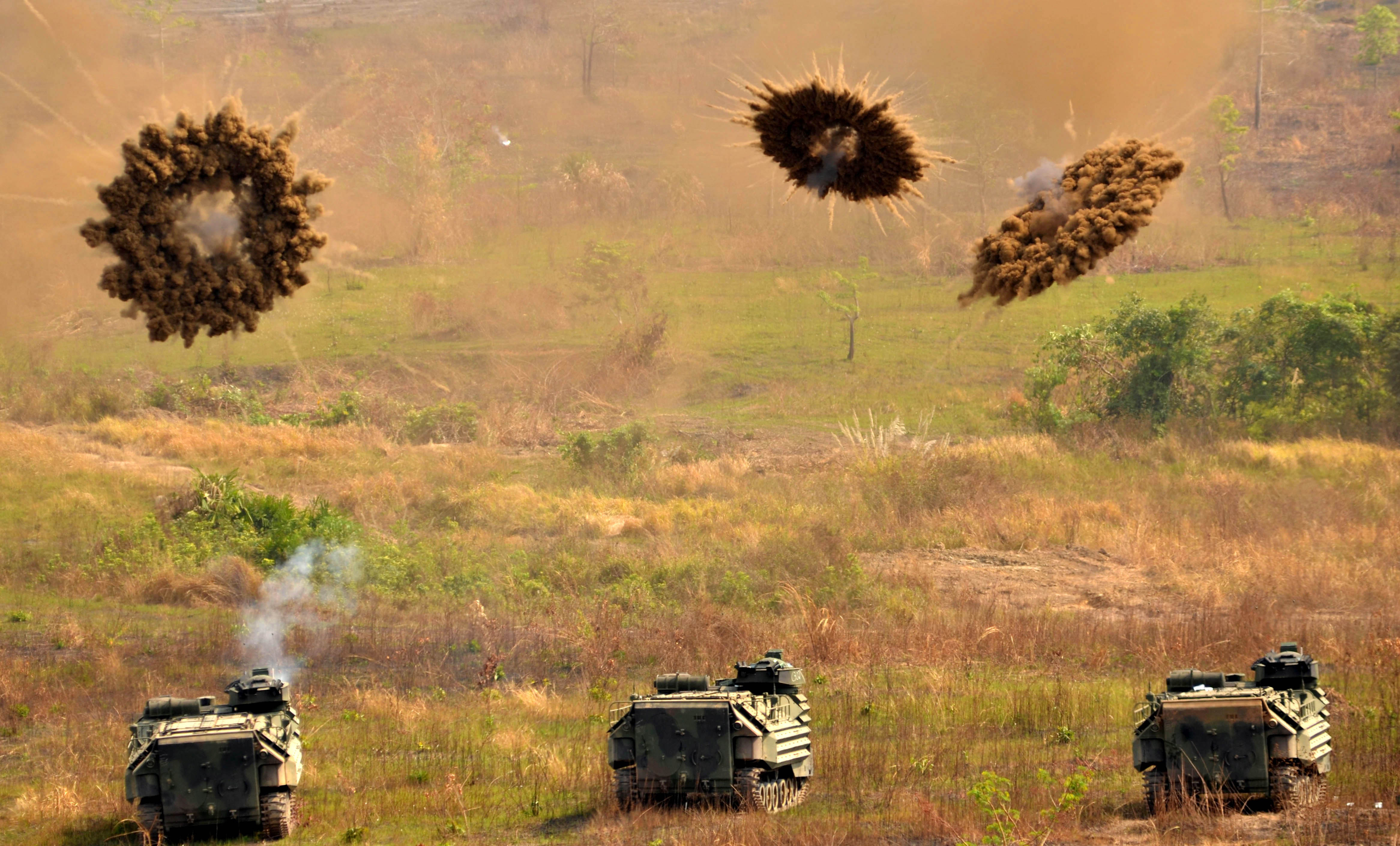
Пример постановки аэрозоли подрывом шашек

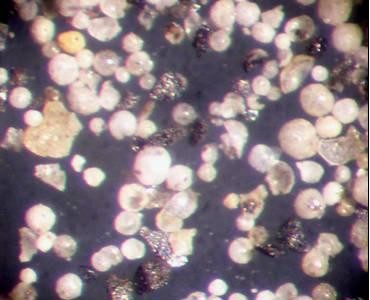
Алюмосиликатные микросферы представляют собой крошечные шарики, наполненные газом со стеклянной оболочкой. Производители лучших дымометаллических завес напыляют на такие микросферы металлическую оболочку

Следующим шагом была попытка создания дальнего обнаружения ПТУР ультрафиолетовыми пеленгаторами для последующей постановки завес на немецкой MUSS. Такой же принцип используется и в «Афганите», но одного ультрафиолетового пеленгатора недостаточно для надежной работы, так как такой пеленгатор не может видеть сквозь дым и туман, поэтому дальше пяти прототипов на БМП Пума немецкая разработка не пошла. Затем были эксперименты с инфракрасными пеленгаторами ПТУР в AMAP-ADS, способными видеть сквозь дым, но дальность надёжного обнаружения ПТУР оказалась невелика, поэтому систему превратили в разрушающий КАЗ. В швейцарской AvePS впервые совместили ИК-пеленгаторы и РЛС, но дальность оказалась опять мала, систему превратили в разрушающий КАЗ и она осталась на уровне прототипа. В «Афганите» впервые совместили ультрафиолетовым пеленгаторы, инфракрасные камеры и АФАР-радар повышенной дальности для КАЗ, что позволяет довольно надёжно определять ПТУР на большой дистанции хотя бы одним из способов и поэтому надежно ставить аэрозольные завесы.

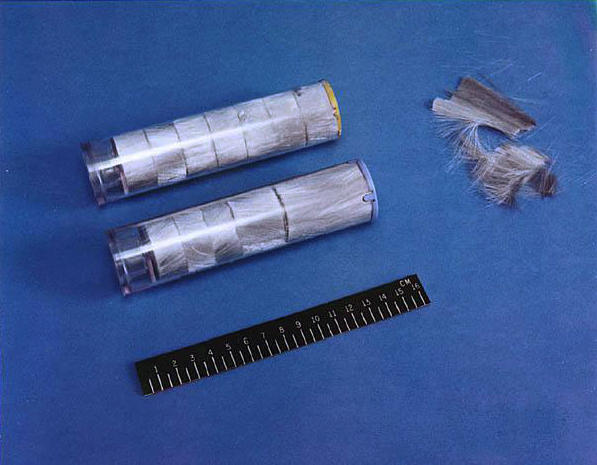
Примеры наполнителей дипольных гранат RR-144 и RR-129. Внутри тонкие металлические нити различной длины для блокирования широкого диапазона РЛС

### Дымометаллические завесы
Обычная дымовая завеса, получаемая горением как от дымовых шашек ЗД6, из-за сокращённого интервала маскирования 0,4-0,76 мкм прозрачна для инфракрасных и радиолокационных ГСН, а также требует 10-20 секунд для постановки, поэтому непригодна для ослепления ПТУР. Аэрозольные гранаты для блокирования ПТУР с инфракрасными ГСН как 3Д17 уже приняты на вооружение ВС РФ и обеспечивают перекрытие видимости танка включая далекий инфракрасный диапазон 0,4-14 мкм, а также постановка завесы занимает всего три секунды. Следует отметить, что данная версия гранаты используется в старом комплексе «Штора-1» и таких высоких характеристик удалось добиться путём быстрого прогорания специального химического состава без распыления металлических частиц. Разработчики «Афганита» заявляют ещё более прогрессивную технологию металлизированных аэрозолей - быстрое создание «дымометаллического облака» путём подрыва аэрозольных гранат, которое непрозрачно в видимом, инфракрасном и микроволновом радиодиапазонах. Данная технология имеет более высокие ТТХ и позволяет использовать разные виды металлизированных наполнителей в аэрозолях.

#### Завесы из облака диполей
Часть экспертов указывает на использование Т-14 гранат с нитевидными металлическими наполнителями, которые выполняют функцию облака дипольных отражателей Современные дипольные гранаты содержат около миллиона дипольных нитей на грамм веса. Это достигается за счёт того, что сами нити изготавливаются так же, как сердцевина оптоволокна, затем на нити напыляется алюминий — получается нить толщиной всего 0,02 мм. Следует отметить, что диполи тем более эффективны, чем медленней двигается танк по направлению к цели. Дело в том, что самые совершенные доплеровские радары, такие, как на самом Т-14, могут распознать танк в быстром движении за неподвижным облаком диполей. Преимущество облака диполей — в очень большом радиусе раскрытия при незначительном объёме гранаты, так как, в отличие от аэрозолей, диполям не требуется перекрывать пространство непрерывно, а просто разлететься как можно дальше, где каждая отдельная нить превратится в «зайчик» для РЛС.

## Противодействие наведению ракет с инфракрасными ГСН

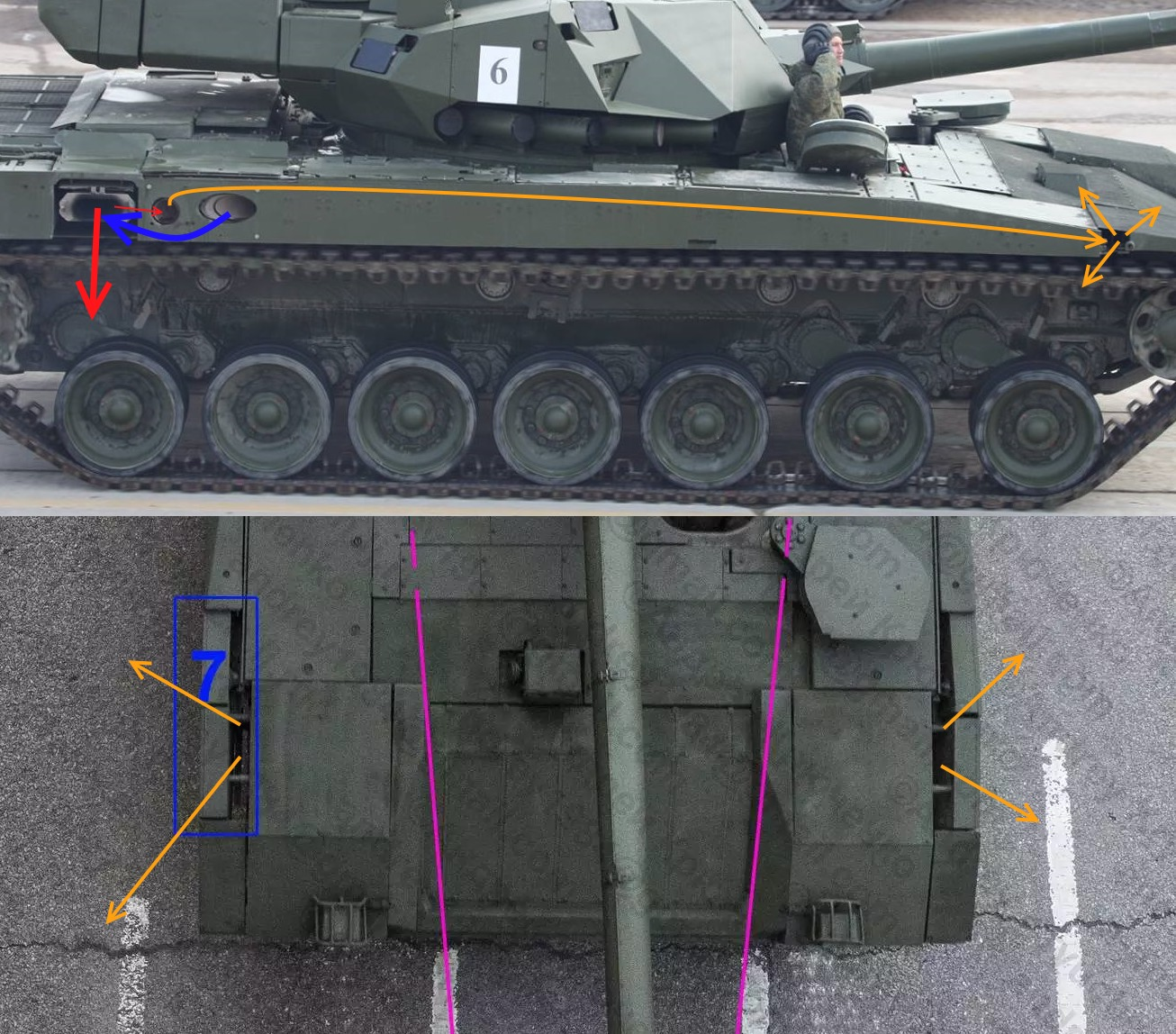
Армата имеет турбинку для снижения температуры выхлопных газов. Некоторые эксперты считают, что Т-14 использует также выброс части выхлопа в нетиповых местах для искажения своей сигнатуры

В случае, если на корпусе танка находится теплоизоляция, то фактически танк хорошо видим для инфракрасных ГСН только по точечному источнику выхлопа, горячие газы которого весьма похожи на горящую ИК-ловушку или очаг пожара, поэтому даже предыдущие технологии НИИ стали по теплоизоляции корпуса снижали вероятность успешного поражения танка современными ПТУР с инфракрасным наведением с 80 % до 30 % Это связано с тем, что ИК ГСН, такие, как «Javelin», — весьма дешёвые как одноразовые и поэтому имеют крайне низкое разрешение 64×64 пикселя, что позволяет различать детали объекта только при приближении к нему и точечные источники тепла выглядят одинаково — как один пиксель
Армата для усиления эффективности аэрозолей и ИК-ловушек имеет ещё более современные технологии теплоизоляции корпуса: видимость танка в ИК-диапазоне кардинально снижена за счёт того, что двигатель утоплен между двумя дополнительными баками, имеющими очень большую теплоемкость. Специальная турбинка также снижает температуру выхлопа за счёт смешивания с холодным воздухом. Западные эксперты отмечают, что поскольку ГСН как у Javelin очень чувствительна, то одних стелс-средств без постановки аэрозолей и ИК-ловушек Афганитом будет недостаточно для гарантированного срыва захвата цели.
По мнению конструкторов «Афганита», Javelin не сможет своей ГСН найти по термоконтрасту танк после применения аэрозольной завесы.

## Ослепление авиационных ПТУР с собственными радарами и радиоуправлением
Принцип действия комплекса (защиты верхней полусферы) основан на обнаружении подлетающего высокоточного боеприпаса, поражающего с верхней полусферы, и нарушения работы его системы наведения либо мощным электромагнитным импульсом, либо созданием над защищаемым объектом многоспектрального аэрозольного облака и ложных ИК-целей
.

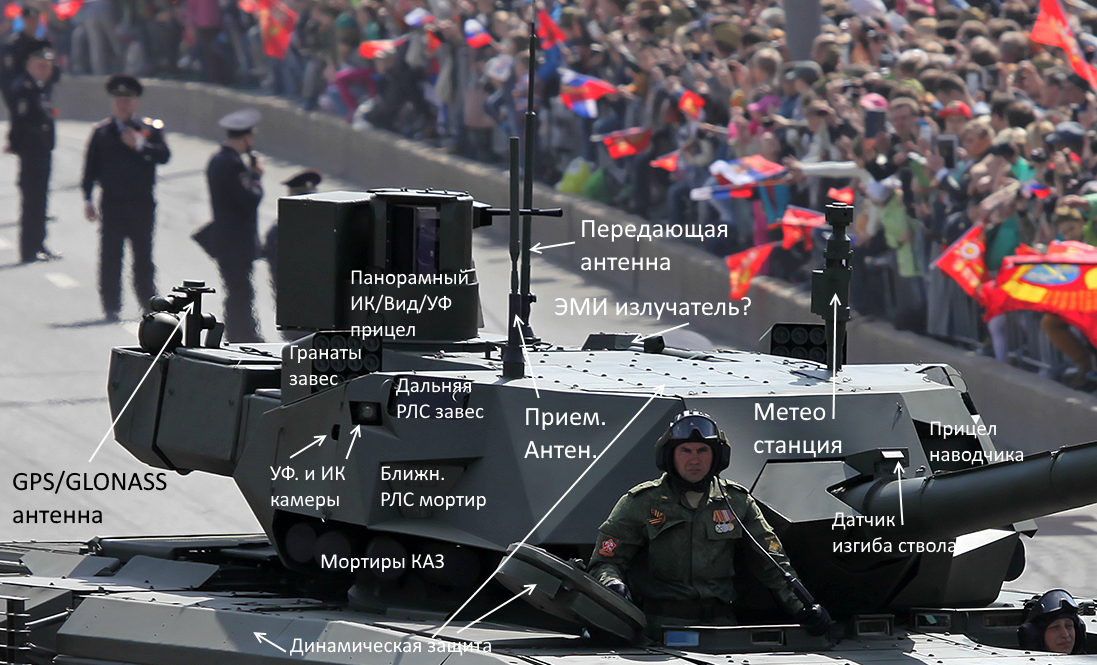
Вариант идентификации приборов Афганита

НИИ стали, рассказывая о принципе действия активной защиты верхней полусферы, кроме традиционных мультиспектральных завес и тепловых ловушек указывает на выведение из строя подлетающего высокоточного боеприпаса мощным электромагнитным импульсом. Из презентации разработчиков ясно, что Т-14 имеет некое электромагнитное оружие или средства РЭБ.
Эксперты из «National Interest» ожидают, что «Афганит» оборудована именно средствами РЭБ (jamming), которые ориентированы на разрушение систем связи радиуправляемых ПТУР и поэтому заявляют о необходимости больше уделять внимание управляемым по проводам ПТУР, таким, как TOW.

## Добивание «Афганитом» ослеплённых ракет
«Афганит» по борьбе с ракетами больше ориентирован на их ослепление дымометаллическими завесами и РЭБ, тем не менее, он способен эффективно применять свой противоснарядный комплекс и против ПТУР, сокращая вероятность случайного попадания в танк уже ослеплённой ракеты. Завесы ставятся на дистанции не ближе 10 м от танка, вылетевшая из-под завесы ослеплённая ПТУР далее может быть уничтожена противоснарядным КАЗ на дистанции 1—5 м от танка, если она ему угрожает по траектории полёта.

### Добивание ракет, наводящихся по прямой траектории
Т-14 способен уничтожить ракету, атакующую по прямой траектории, из «противоснарядных мортир» КАЗ под башней, аналогичных выстрелам для КАЗ «Дрозд-2» Мортиры КАЗ у Т-14, в отличие от «Дрозд-2», не круговые, а развернуты в переднюю полусферу башни и с учётом 30°-го угла раскрытия осколков перекрывают зону около 210°, так как их основная задача — отражать снаряды, обеспечивая выигрыш артиллерийских дуэлей со старыми танками. Тем не менее, противоснарядный комплекс позволяет эффективно отражать и ПТУР на 360°, и также сделать практически невозможным поражение башни танка, а затем сразу же нанести ответный удар по расчёту ПТРК. Смысл заключается в том, что башня способна быстро развернуться в сторону подлетающей ПТУР орудием и толстой лобовой броней, непробиваемой для современных ПТУР
Автоматический поворот башни танка в сторону ПТУР использовался уже в «Штора-1». Сценарий использования КАЗ с активной одновременной контратакой впервые был применен на танке «Меркава» через вычисление РЛС активной защиты примерной позиции ПТРК по траектории ракеты «Афганит» имеет ещё более развитые средства завязывания траекторий ракет в комбинации РЛС с ультрафиолетовыми пеленгаторами, поэтому сразу же после разворота башни в сторону ПТУР ещё до срабатывания КАЗ производится прицельный выстрел осколочно-фугасным снарядом по расчёту ПТРК.

## Интеграция систем «Афганита» с электродинамическим бронированием
16 сентября 2016 года коллектив экспертов «National Interest» опубликовал заключение, что, вполне вероятно, встроенная динамическая защита платформы «Армата» (ВДЗ «Малахит») управляется за счёт радаров активной защиты «Афганита».
Себастьян Роблин опубликовал статью, где также высказал предположение, что ВДЗ «Малахит» имеет дистанционный подрыв модулей по данным с радара «Афганита». По мнению эксперта, указанная интеграция КАЗ и ВДЗ реализована для противодействия самым современным ПТУР с тандемными боевыми частями, атакующими в крышу танка, таким как «Javelin». Однако реальная эффективность решения неизвестна до того, как будут произведены реальные испытания.

## Критика
Издание The National Interest скептически оценило способность КАЗ «Афганит» сбить атакующую сверху ракету ПТРК TOW-2B или Javelin, отмечая, что противодействовать им могут гранаты мультиспектральных завес и динамическая защита, кроме того, «Афганит» не обеспечивает защиту на близких расстояниях.
Отмечается сомнительная эффективность КАЗ «Афганит» для уничтожения подкалиберных снарядов с обедненным ураном